# Whitton (Lincolnshire)
Whitton – wieś w Anglii, w hrabstwie ceremonialnym Lincolnshire, w dystrykcie (unitary authority) North Lincolnshire. Leży 54 km na północ od Lincoln i 247 km na północ od Londynu. W 2001 miejscowość liczyła 171 mieszkańców.